# Amelora delogramma
Amelora delogramma là một loài bướm đêm trong họ Geometridae.